# Maria Aragońska (królowa Portugalii)
Maria Aragońska, znana również jako Maria Hiszpańska, Maria Kastylijska, hiszp. María de Aragón y Castilla (ur. 29 czerwca 1482 w Kordobie, zm. 7 marca 1517 w Lizbonie) – aragońska księżniczka, królowa Portugalii jako druga żona Manuela I Szczęśliwego.

## Życiorys
Była trzecią córką hiszpańskich Królów Katolickich Ferdynanda II Aragońskiego i Izabeli I Kastylijskiej. Jej starsza siostra Izabela z Asturii była pierwszą żoną Manuela I, ale zmarła w połogu w 1498, a ich jedyny syn Michał (Miguel) da Paz zmarł dwa lata później. Manuel postanowił ożenić się ponownie.
Ślub Manuela I i Marii miał miejsce 30 października 1500 roku.

## Potomstwo
Maria urodziła Manuelowi 10 dzieci:
- Jan III (1502–1557), 15. król Portugalii
- Izabela (1503–1539), żona Karola V Habsburga, cesarza rzymskiego, matka Filipa II, który objął tron Portugalii jako Filip I
- Beatrycze (1504–1538), żona Karola III, księcia Sabaudii
- Ludwik (1506–1555), książę Beja
- Ferdynand (1507–1534), książę Guarda, mąż Guiomar (Guyomare) Coutinho, hrabiny Marialva
- Afonso (1509–1540), kardynał
- Maria (1511–1513)
- Henryk (1512–1580), kardynał, 17. król Portugalii
- Edward (1515–1540), książę Guimarães, mąż Izabeli Braganza
- Antoni (1516), możliwe że był to syn Eleonory Austriackiej, trzeciej żony Manuela, ale czasem występuje też jako syn Marii